# Carl Capotorto
Carl Capotorto (Bronx, 16 gennaio 1959) è un attore e scrittore statunitense, conosciuto per il personaggio di Little Paulie Germani nella serie I Soprano.
Tra le sue collaborazioni: Dentro la grande mela, American Blue Note, Uomini d'onore, Mac, I ragazzi della mia vita, Law & Order: Criminal Intent.
Ha scritto il libro Twisted Head: An Italian-American Memoir.